# کورت وسترگارد
کورت وسترگارد (انگلیسی: Kurt Westergaard) (زاده ۱۳ ژوئیهٔ ۱۹۳۵ – درگذشته ۱۴ ژوئیهٔ ۲۰۲۱ در کپنهاگ) کارتونیست اهل دانمارک بود.

## جنجال کاریکاتورهای محمد
وسترگارد برای جنجال کاریکاتورهای محمد در یولاندز پستن در سال ۲۰۰۵ شناخته می‌شد. طرح وی بنا بر دریافت عمده مخاطبان مسلمان، محمد را درحالی تصویر کرده بود که یک بمب با فتیله روشن در عمامه خود داشت. روزنامه دانمارکی یولاندز-پستن ۱۲ کاریکاتور در شماره ۳۰ سپتامبر ۲۰۰۵ منتشر کرد که عمده آن‌ها تصویری از محمد، شخصیتی اصلی دین اسلام را طراحی کرده بودند. سهام‌داران اصلی این روزنامه پس از جنجال‌های ایجاد شده به سبب انتشار این کاریکاتورها اعلام کردند که هدف آن‌ها فقط کمک به رفع خودسانسوری در نقد اسلام بوده است.
کورت وسترگارد گفته بود: «این کاریکاتور بحث مهمی را در مورد جایگاه اسلام در کشورهای غربی که دارای ارزش‌های سکولار هستند دامن زده است. من این کار را (دوباره) به همان گونه انجام می‌دهم چون فکر می‌کنم که این بحران کاریکاتور به نوعی کاتالیزوری است که روند انطباق و تعدیل اسلام را سرعت می‌بخشد. ما در حال بحث در مورد دو فرهنگ و دو دین هستیم به شکلی که در گذشته سابقه نداشته؛ و این اتفاق مهمی است.»

## پیامدها و حمله شخصی به وی
کورت وسترگارد ۱۵ سال زندگی پنهانی داشت و شبانه‌روز تحت حفاظت نیروهای پلیس بود. وسترگارد چندین بار به مرگ تهدید شد و یکبار در سال ۲۰۱۰ یک مرد ۲۸ ساله سومالیایی به نام محمد گیل با شکستن شیشه وارد خانه وی شد و تلاش کرد وسترگارد را با چاقو را بکشد. او در سال ۲۰۱۱ به جرم اقدام به قتل و ترور به ۱۰ سال زندان محکوم شد.

وی دربارهٔ این حادثه گفته بود:

مردی تلاش کرد من را بکشد. من تنها بر پایه سنت طنز دانمارک کار کرده بودم. هیچ اشتباهی از من سرنزده بود. من در کشور خودم کار و زندگی می‌کنم. مضحک است که آدم مجبور باشد در کشور خودش پنهانی زندگی کند و برای اینکه بتواند یک زندگی عادی داشته باشد، مجبور شود تحت حفاظت نیروهای امنیتی قرار بگیرد. این موضوع مرا خیلی عصبانی می‌کند. یک کارتونیست خوب هیچ‌وقت طرحی نمی‌کشد که کسی را تحریک نکند. وجود اختلاف نظرها جامعه را قویتر می‌کند. اما باید به اصول دموکراسی پایبند ماند. دانمارک کشور آرامی است، اهل مدارا است. اما اوضاع از چند سال پیش تغییر کرده است. به نظرم آنچه را که می‌توان معصومیت بین‌المللی دانمارک نامید از دست داده‌ایم. من نمی‌توانم زمان را به عقب برگردانم. اگر می‌توانستم این کاریکاتور را طراحی نمی‌کردم. اما برای من چنین چیزی ممکن نیست و فکر کردن درباره‌اش بی‌فایده است. باید با این وضع بسازم و زندگی کنم.

## درگذشت
وسترگارد یک پس بعد از سالروز تولد ۸۶ سالگی براثر بیماری تنفسی و کهولت سن در کپنهاگ درگذشت.